# Зелёная Роща (Куркинский район)
Зелёная Роща — деревня в Куркинском районе Тульской области России.
В рамках административно-территориального устройства относится к Сергиевской волости Куркинского района, в рамках организации местного самоуправления включается в Самарское сельское поселение.

## География
Расположена в 11 км к западу от райцентра, посёлка городского типа Куркино, в 101 км к юго-востоку от областного центра, г. Тулы. 

## История
В 1961 году указом Президиума Верховного Совета РСФСР деревня Безобразово переименована в Зелёная Роща.

## Население
| 2010 |
| ---- |
| 0    |